# SC Niederrohrdorf
SC Niederrohrdorf – szwajcarski klub szachowy z siedzibą w Niederrohrdorf, dwukrotny zwycięzca Bundesligi.

## Historia
Klub został założony w 1963 roku przez Ulricha Eggenbergera. W 1978 oraz 2002 roku zespół wygrał Bundesligę. W 2004 roku SC Niederrohrdorf zajął drugie miejsce w Bundeslidze, za Basel BVB. W 2005 roku zespół zadebiutował w Pucharze Europy. Klub wygrał wówczas jeden mecz, zdobył łącznie cztery punkty i zajął 42. miejsce w klasyfikacji. W kolejnym sezonie Bundesligi zespół zajął trzecie miejsce. W sezonie 2007 klub był 50. w Pucharze Europy. W tym samym roku zespół spadł z Bundesligi, a powrócił do niej w 2008 roku, zajmując w sezonie 2008/2009 czwarte miejsce. W 2009 roku klub po raz trzeci w historii uczestniczył w Pucharze Europy, zajmując 45. pozycję. W 2010 roku SC Niederrohrdorf ponownie spadł z Bundesligi.
Zawodnikami klubu byli m.in. Ognjen Cvitan, Florin Gheorghiu, Ivan Nemet i Heinz Wirthensohn.